# NGC 1261
NGC 1261 és un cúmul globular que va ser descobert el 1826 per James Dunlop.